# Automatic Picture Transmission
Automatic Picture Transmission (APT; englisch für automatische Bildübertragung) ist ein veraltetes Verfahren zur Übertragung analoger Bilder von Wettersatelliten, das sowohl in amerikanischen, russischen als auch chinesischen Satelliten eingesetzt wurde und wird.

## Geschichte
Mit TIROS 8 startete 1963 der erste Satellit, der das APT-Verfahren zur Übertragung von Erdbildern einsetzte. Bereits 1964 folgte Nimbus 1. In den folgenden Jahren folgten eine Reihe von amerikanischen TIROS/NOAA-Satelliten, russischen Meteor-, Resurs- und Okean-Satelliten sowie chinesischen Fengyun-Satelliten.
Mit Stand 2017 wird das APT-Verfahren nur noch in den NOAA-Satelliten
- NOAA 15 (137.620 MHz),
- NOAA 18 (137.9125 MHz) und
- NOAA 19 (137.100 MHz)

eingesetzt.
Unter der Bezeichnung Low Rate Picture Transmission existiert eine neue und verbesserte Version des APT-Verfahrens.

## Technik
Das dauerhaft, als Broadcast gesendete, rechtsdrehend zirkular polarisierte Signal besteht aus einem amplitudenmodulierten 2,4 kHz Zwischenträger (engl. sub-carrier), der wiederum auf eine Trägerfrequenz von ca. 137 MHz frequenzmoduliert wird. Die abgestrahlte Leistung liegt typischerweise zwischen fünf und sechs Watt.

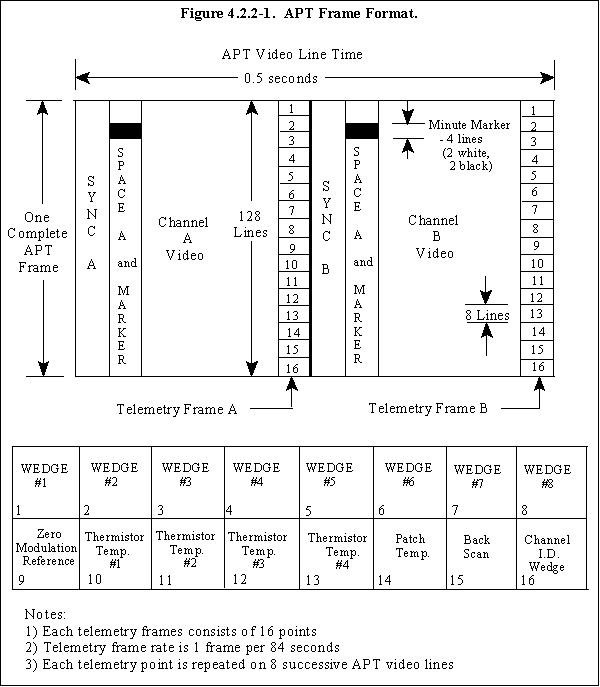
Aufbau eines APT-Frames

Die Bilddatenübertragung findet in APT-Frames statt. Ein APT-Frame definiert die horizontale, zeilenweise Übertragung von zwei Videokanälen, die typischerweise als Kanal A und Kanal B oder Video A und Video B bezeichnet werden. Jede Zeile beinhaltet für jeden der beiden Videokanäle eine Synchronisation, eine Bildzeile sowie Telemetrie- und Kalibrierungsdaten.
| Bezeichnung        | Datenworte | Beschreibung                              |
| ------------------ | ---------- | ----------------------------------------- |
| Sync A             | 39         | 1040 Hz Synchronisation                   |
| Space A and Marker | 47         | Weltraumstrahlung oder Minutenmarker      |
| Channel A Video    | 909        | Video-Bildzeile Kanal A                   |
| Telemetry Frame A  | 45         | Telemetrie- und Kalibrierungsdatenframe A |
| Sync B             | 39         | 832 Hz Synchronisation                    |
| Space B and Marker | 47         | Weltraumstrahlung oder Minutenmarker      |
| Channel B Video    | 909        | Video-Bildzeile Kanal B                   |
| Telemetry Frame B  | 45         | Telemetrie- und Kalibrierungsdatenframe B |

Die Telemetriedaten werden über 84 Sekunden gesendet. Jeder Block der Telemetriedaten wiederholt sich während acht aufeinanderfolgenden Zeilen. Die ersten acht Blöcken der Telemetriedaten beinhalten eine Keilfunktion (Wedge), die vom Wert 1/8 auf um jeweils 1/8 bis auf 100 % ansteigt. Block neun beinhaltet den Wert null. Die nachfolgenden Blöcke beinhalten Sensorkalibrierungsdaten und Informationen zum verwendeten Sensorkanal.
Insgesamt ergeben sich für eine Zeile pro Kanal 1040 Wörter, beide Kanäle sind somit 2080 Wörter lang und werden in 0,5 Sekunden übertragen. Dies entspricht einer Übertragungsrate von 4160 Baud. Die Zeilenanzahl eines Frames beträgt 128, die gesamte Übertragungsdauer liegt somit bei 64 Sekunden.
Die Synchronisation von Frames erfolgt durch Minutenmarker. Alle 60 Sekunden, was 120 Zeilen entspricht, werden hierfür in aufeinanderfolgenden Zeilen zwei schwarze und zwei weiße Informationen gesendet.
Das APT-Verfahren wird heute für die Übertragung von Bilddaten eines AVHRR/3 eingesetzt. Die Sensordaten werden hierfür vom Manipulated Information Rate Processor (MIRP) für die bevorstehende Übertragung linearisiert. Es wird jeweils jede dritte Bildzeile des ursprünglichen Bildes, mit einer Auflösung von vier Kilometern pro Pixel übertragen. Die Digital-Analog-Umsetzung der mit zehn Bit aufgelösten Pixel erfolgt jeweils über die die acht höchstwertigsten Bits des Pixels.

## Empfang
Der Empfang und das Dekodieren von APT-Signalen der NOAA-Satelliten ist auch für Privatpersonen und mit geringem Budget mehrfach täglich möglich. Hierfür wird lediglich eine kompatible Empfangsausrüstung sowie eine, unter anderem kostenlos erhältliche, Dekodierungssoftware benötigt. Vorgehen und Ergebnisse werden im Internet in einer Reihe von Beiträgen unterschiedlichster Autoren beschrieben.